# Chris Jackson (giocatore di football americano)
Christopher D'Wayne Jackson (Minneapolis, 13 aprile 1998) è un giocatore di football americano statunitense che milita nel ruolo di cornerback per i Tennessee Titans della National Football League (NFL).

## Carriera

### Tennessee Titans
Jackson al college giocò a football alla Marshall University dal 2016 al 2019. Fu scelto dai Tennessee Titans nel corso del settimo giro (243º assoluto) del Draft NFL 2020. Nella sua stagione da rookie mise a segno 24 tackle in 11 partite, di cui 3 come titolare.